# Bredene
Bredene este o comună neerlandofonă situată în provincia Flandra de Vest, regiunea Flandra din Belgia. La 1 ianuarie 2008 avea o populație totală de 15.578 locuitori. Regiunea este cunoscută prin posibilitățile oferite turiștilor pentru camping, fiind singurul loc în Belgia unde este admis nudismul.

## Geografie
Suprafața totală a comunei este de 13,08 km². Comuna Bredene este formată din mai multe localități. Acestea sunt:
| - I. Bredene-Dorp - II. Bredene-aan-Zee - III. Sas-Slijkens |

Localitățile limitrofe sunt:
| - Comuna De Haan: - a. Klemskerke - Comuna Oudenburg: - b. Oudenburg - Comuna Oostende: - c. Zandvoorde - d. Oostende |